# Dreiband-Weltmeisterschaft für Nationalmannschaften 2011

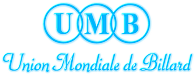
Logo UMB (ausrichtender Verband)

Veranstaltungsort: Viersen

Die Dreiband-Weltmeisterschaft für Nationalmannschaften 2012 war die 25. Auflage dieses Turniers, das seit 1981 in der Regel jährlich in der Billardvariante Dreiband ausgetragen wird. Sie fand vom 17. bis zum 20. März 2011 in Viersen statt, dass seit 1990 fester Austragungsort der WM ist.

## Spielmodus
Wird das Turnier mit 24 Teams gespielt, aber es melden sich weniger Teams an, so werden B-Teams zugelassen. Diese werden wie folgt vergeben:
1. Titelträger (hier:  Türkei)
2. Organisierende Nation (hier: –)
3. Nächstfolgende Nation nach Weltrangliste (hier:  Niederlande B (Dritter);   Schweden B (Nachgerückt für Ägypten))

Gespielt wurde in Viersen auf vier Match-Billards. Jedes Team bestand aus zwei Spielern. Es wurde im Satzsystem auf Punkte gespielt – in der Vorrunde (Gruppenphase) „Best of 3“ in Gruppen à drei Teams, ab dem Viertelfinals „Best of 5“. Seit 2004 wird kein Platz 3 mehr ausgespielt. Somit gab es 2 Bronzemedaillen. Die Shot-clock stand auf 40 Sekunden, mit der Möglichkeit für jeden Spieler ein Time-out je Spiel von ebenfalls 40 Sekunden zu nehmen.
Bei Punktegleichstand wird wie folgt gewertet:
1. Matchpunkte (MP)
2. Satzverhältnis (SV)
3. Mannschafts-Generaldurchschnitt (MGD)

## Teilnehmer
Es spielten 18 Teams aus 17 Nationen mit. Diese waren in acht Gruppen (A–H) zu je drei Spielern eingeteilt.
| Nation        | Gruppe | Spieler 1         | Spieler 2           |
| ------------- | ------ | ----------------- | ------------------- |
| Belgien       | H      | Eddy Merckx       | Eddy Leppens        |
| Dänemark      | G      | Dion Nelin        | Tonny Carlsen       |
| Deutschland   | C      | Martin Horn       | Stefan Galla        |
| Ecuador       | C      | Luis Aveiga       | Javier Teran        |
| Frankreich    | H      | Jérémy Bury       | Jérôme Barbeillon   |
| Italien       | E      | Emilio Sciacca    | Michele Notarrigo   |
| Japan         | G      | Youichirou Mori   | Ryūji Umeda         |
| Kolumbien     | A      | Carloman Ortiz    | Julian Morales      |
| Südkorea      | H      | Kim Kyung-roul    | Lee Choong-bok      |
| Mexiko        | A      | Raymundo Munoz    | Alan Campos         |
| Montenegro    | D      | Danilo Brajovic   | Vuk Brajovic        |
| Niederlande A | B      | Dick Jaspers      | Raimond Burgman     |
| Niederlande B | G      | Jean van Erp      | Ad Broeders         |
| Österreich    | D      | Andreas Efler     | Herbert Szivacz     |
| Peru          | F      | Guido Sacco       | Oscar Pachas        |
| Portugal      | E      | Rui-Manuel Costa  | João-Pedro Ferreira |
| Schweden 1    | A      | Torbjörn Blomdahl | Nalle Olsson        |
| Schweden 2    | C      | David Pennör      | Peter Lohmander     |
| Schweiz       | B      | René Hendriksen   | Torsten Danielsson  |
| Spanien       | D      | Daniel Sánchez    | Javier Palazón      |
| Tschechien    | B      | Martin Bohac      | Radek Novak         |
| Türkei A      | F      | Tayfun Taşdemir   | Lütfi Çenet         |
| Türkei B      | H      | Adnan Yüksel      | Murat Naci Çoklu    |
| Vietnam       | F      | Dương Anh Vũ      | Ly The Vinh         |

## Gruppenphase
In der Gruppenphase wird „Best of 3“ auf 15 Punkte gespielt.

### Gruppe A
| Platz | Nation     | Sp. | G-U-V | MP  | SV  | MGD   | BEMD  |
| ----- | ---------- | --- | ----- | --- | --- | ----- | ----- |
| 1     | Schweden A | 2   | 1-1-0 | 3:1 | 7:2 | 1,223 | 1,250 |
| 2     | Kolumbien  | 2   | 0-2-0 | 2:2 | 5:6 | 1,016 | 1,111 |
| 3     | Mexiko     | 2   | 0-1-1 | 1:3 | 3:7 | 0,903 | 1,025 |

| Datum                | Nation 1   | MGD   | MP  | SV  | MGD   | Nation 2   |
| -------------------- | ---------- | ----- | --- | --- | ----- | ---------- |
| 17. März 2011 16:00h | Kolumbien  | 0,961 | 1:1 | 3:3 | 1,025 | Mexiko     |
| 18. März 2011 14:00h | Schweden A | 1,195 | 1:1 | 3:2 | 1,111 | Kolumbien  |
| 19. März 2011 11:00h | Mexiko     | 0,695 | 0:2 | 0:4 | 1,250 | Schweden A |

### Gruppe B
| Platz | Nation        | Sp. | G-U-V | MP  | SV  | MGD   | BEMD  |
| ----- | ------------- | --- | ----- | --- | --- | ----- | ----- |
| 1     | Niederlande A | 2   | 2-0-0 | 4:0 | 8:0 | 1,846 | 2,000 |
| 2     | Tschechien    | 2   | 1-0-1 | 2:2 | 4:5 | 1,050 | 1,042 |
| 3     | Schweiz       | 2   | 0-0-2 | 0:4 | 0:8 | 0,666 | -     |

| Datum                | Nation 1      | MGD   | MP  | SV  | MGD   | Nation 2   |
| -------------------- | ------------- | ----- | --- | --- | ----- | ---------- |
| 17. März 2011 16:00h | Tschechien    | 1,042 | 2:0 | 4:1 | 0,753 | Schweiz    |
| 18. März 2011 14:00h | Niederlande A | 1,714 | 2:0 | 4:0 | 0,484 | Schweiz    |
| 19. März 2011 11:00h | Niederlande A | 2,000 | 2:0 | 4:0 | 1,071 | Tschechien |

### Gruppe C
| Platz | Nation      | Sp. | G-U-V | MP  | SV  | MGD   | BEMD  |
| ----- | ----------- | --- | ----- | --- | --- | ----- | ----- |
| 1     | Deutschland | 2   | 1-1-0 | 3:1 | 7:3 | 1,183 | 1,218 |
| 2     | Ecuador     | 2   | 0-2-0 | 2:2 | 5:5 | 1,257 | 1,365 |
| 3     | Schweden B  | 2   | 0-1-1 | 1:3 | 3:7 | 1,000 | 1,019 |

| Datum                | Nation 1    | MGD   | MP  | SV  | MGD   | Nation 2    |
| -------------------- | ----------- | ----- | --- | --- | ----- | ----------- |
| 17. März 2011 18:00h | Schweden B  | 1,019 | 1:1 | 2:3 | 1,365 | Ecuador     |
| 18. März 2011 16:00h | Deutschland | 1,218 | 2:0 | 4:1 | 0,981 | Schweden B  |
| 19. März 2011 13:30h | Ecuador     | 1,150 | 1:1 | 2:3 | 1,148 | Deutschland |

### Gruppe D
| Platz | Nation     | Sp. | G-U-V | MP  | SV  | MGD   | BEMD  |
| ----- | ---------- | --- | ----- | --- | --- | ----- | ----- |
| 1     | Spanien    | 2   | 2-0-0 | 4:0 | 8:1 | 1,710 | 1,891 |
| 2     | Österreich | 2   | 1-0-1 | 2:2 | 5:4 | 1,311 | 1,463 |
| 3     | Montenegro | 2   | 0-0-2 | 0:4 | 0:8 | 0,710 | -     |

| Datum                | Nation 1   | MGD   | MP  | SV  | MGD   | Nation 2   |
| -------------------- | ---------- | ----- | --- | --- | ----- | ---------- |
| 17. März 2011 18:00h | Österreich | 1,463 | 2:0 | 4:0 | 0,538 | Montenegro |
| 18. März 2011 16:00h | Spanien    | 1,538 | 2:0 | 4:0 | 0,891 | Montenegro |
| 19. März 2011 13:30h | Spanien    | 1,891 | 2:0 | 4:1 | 1,138 | Österreich |

### Gruppe E
| Platz | Nation   | Sp. | G-U-V | MP  | SV  | MGD   | BEMD  |
| ----- | -------- | --- | ----- | --- | --- | ----- | ----- |
| 1     | Belgien  | 2   | 2-0-0 | 4:0 | 8:2 | 1,574 | 1,682 |
| 2     | Italien  | 2   | 1-0-1 | 2:2 | 5:5 | 1,312 | 1,280 |
| 3     | Portugal | 2   | 0-0-2 | 0:4 | 2:8 | 0,898 | -     |

| Datum                | Nation 1 | MGD   | MP  | SV  | MGD   | Nation 2 |
| -------------------- | -------- | ----- | --- | --- | ----- | -------- |
| 17. März 2011 14:00h | Portugal | 0,818 | 0:2 | 1:4 | 1,280 | Italien  |
| 18. März 2011 11:00h | Belgien  | 1,478 | 2:0 | 4:1 | 1,000 | Portugal |
| 18. März 2011 20:00h | Italien  | 1,358 | 0:2 | 1:4 | 1,682 | Belgien  |

### Gruppe F
| Platz | Nation   | Sp. | G-U-V | MP  | SV  | MGD   | BEMD  |
| ----- | -------- | --- | ----- | --- | --- | ----- | ----- |
| 1     | Türkei A | 2   | 1-1-0 | 3:1 | 7:2 | 1,380 | 1,714 |
| 2     | Vietnam  | 2   | 1-1-0 | 3:1 | 6:4 | 1,000 | 1,000 |
| 3     | Peru     | 2   | 0-0-2 | 0:4 | 1:8 | 0,828 | -     |

| Datum                | Nation 1 | MGD   | MP  | SV  | MGD   | Nation 2 |
| -------------------- | -------- | ----- | --- | --- | ----- | -------- |
| 17. März 2011 14:00h | Vietnam  | 1,000 | 2:0 | 4:1 | 0,763 | Peru     |
| 18. März 2011 11:00h | Peru     | 0,969 | 0:2 | 0:4 | 1,714 | Türkei A |
| 18. März 2011 20:00h | Türkei A | 1,175 | 1:1 | 3:2 | 1,000 | Vietnam  |

### Gruppe G
| Platz | Nation        | Sp. | G-U-V | MP  | SV  | MGD   | BEMD  |
| ----- | ------------- | --- | ----- | --- | --- | ----- | ----- |
| 1     | Dänemark      | 2   | 1-1-0 | 3:1 | 7:2 | 1,567 | 1,675 |
| 2     | Niederlande B | 2   | 1-0-1 | 2:2 | 4:6 | 1,009 | 1,027 |
| 3     | Japan         | 2   | 0-1-1 | 1:3 | 4:7 | 1,072 | 1,325 |

| Datum                | Nation 1      | MGD   | MP  | SV  | MGD   | Nation 2      |
| -------------------- | ------------- | ----- | --- | --- | ----- | ------------- |
| 17. März 2011 12:00h | Japan         | 0,929 | 0:4 | 2:4 | 1,027 | Niederlande B |
| 17. März 2011 20:00h | Dänemark      | 1,675 | 1:1 | 3:2 | 1,325 | Japan         |
| 18. März 2011 18:00h | Niederlande B | 0,974 | 0:2 | 0:4 | 1,463 | Dänemark      |

### Gruppe H
| Platz | Nation     | Sp. | G-U-V | MP  | SV  | MGD   | BEMD  |
| ----- | ---------- | --- | ----- | --- | --- | ----- | ----- |
| 1     | Südkorea   | 2   | 2-0-0 | 4:0 | 8:2 | 1,630 | 1,818 |
| 2     | Frankreich | 2   | 0-1-1 | 1:3 | 4:6 | 1,174 | 1,166 |
| 3     | Türkei B   | 2   | 0-1-1 | 1:3 | 2:6 | 1,238 | 1,277 |

| Datum                | Nation 1   | MGD   | MP  | SV  | MGD   | Nation 2   |
| -------------------- | ---------- | ----- | --- | --- | ----- | ---------- |
| 17. März 2011 12:00h | Frankreich | 1,166 | 1:1 | 2:2 | 1,277 | Türkei B   |
| 17. März 2011 20:00h | Südkorea   | 1,509 | 2:0 | 4:2 | 1,180 | Frankreich |
| 18. März 2011 18:00h | Türkei B   | 1,193 | 0:2 | 0:4 | 1,818 | Südkorea   |

## Finalrunde
In der Finalrunde wird „Best of 5“ auf 15 Punkte gespielt.

|  | Viertelfinale (19. März 2011) Best of 5 | Viertelfinale (19. März 2011) Best of 5 |               |               | Halbfinale (20. März 2011) Best of 5 | Halbfinale (20. März 2011) Best of 5 |  |  | Finale (20. März 2011) Best of 5 | Finale (20. März 2011) Best of 5 |
|  |                                         |                                         |               |               |                                      |                                      |  |  |                                  |                                  |
|  | Deutschland                             | 1:1/5:4/1,435                           |               |               |                                      |                                      |  |  |                                  |                                  |
|  | Dänemark                                | 1:1/4:5/1,819                           |               |               |                                      |                                      |  |  |                                  |                                  |
|  | Dänemark                                | 1:1/4:5/1,819                           | Deutschland   | 0:2/3:5/1,250 |                                      |                                      |  |  |                                  |                                  |
|  |                                         |                                         | Deutschland   | 0:2/3:5/1,250 |                                      |                                      |  |  |                                  |                                  |
|  |                                         | Türkei A                                | 2:0/5:3/1,449 |               |                                      |                                      |  |  |                                  |                                  |
|  | Türkei A                                | Türkei A                                | 2:0/5:3/1,449 | 2:0/6:3/1,571 |                                      |                                      |  |  |                                  |                                  |
|  | Türkei A                                |                                         |               | 2:0/6:3/1,571 |                                      |                                      |  |  |                                  |                                  |
|  | Spanien                                 | 0:2/3:6/1,362                           |               |               |                                      |                                      |  |  |                                  |                                  |
|  |                                         |                                         | Türkei A      | 1:1/4:2/1,755 |                                      |                                      |  |  |                                  |                                  |
|  |                                         | Belgien                                 | 1:1/2:4/1,446 |               |                                      |                                      |  |  |                                  |                                  |
|  | Südkorea Korea                          | 1:1/4:4/1,644                           |               |               |                                      |                                      |  |  |                                  |                                  |
|  | Belgien                                 | 1:1/4:4/1,866                           |               |               |                                      |                                      |  |  |                                  |                                  |
|  | Belgien                                 | 1:1/4:4/1,866                           | Belgien       | 1:1/4:2/1,825 |                                      |                                      |  |  |                                  |                                  |
|  |                                         |                                         | Belgien       | 1:1/4:2/1,825 |                                      |                                      |  |  |                                  |                                  |
|  |                                         | Niederlande A                           | 1:1/2:4/1,692 |               |                                      |                                      |  |  |                                  |                                  |
|  | Schweden A                              | Niederlande A                           | 1:1/2:4/1,692 | 0:2/2:5/1,014 |                                      |                                      |  |  |                                  |                                  |
|  | Schweden A                              |                                         |               | 0:2/2:5/1,014 |                                      |                                      |  |  |                                  |                                  |
|  | Niederlande A                           | 2:0/5:2/1,260                           |               |               |                                      |                                      |  |  |                                  |                                  |

## Abschlusstabelle
| MP    | Match Punkte (Sieger = 2; Unentschieden = 1; Verlierer = 0) |
| SV    | Satzverhältnis (nur bei Turnieren im Satzsystem)            |
| Pkte. | Erzielte Karambolagen                                       |
| Aufn. | benötigte Aufnahmen                                         |
| GD    | Generaldurchschnitt                                         |
| MGD   | Mannschafts-Generaldurchschnitt                             |
| BED   | Bester Einzeldurchschnitt eines Spielers                    |
| BEMD  | Bester Einzeldurchschnitt einer Mannschaft                  |
| BSD   | Bester Satzdurchschnitt eines Spielers                      |
| HS    | Höchstserie                                                 |
| WRP   | Weltranglistenpunkte                                        |

| Phase           | Platz | Name          | Sp. | G-U-V | MP  | PP  | SV    | Pkt. | Aufn. | MGD   | BEMD  | HS |
| --------------- | ----- | ------------- | --- | ----- | --- | --- | ----- | ---- | ----- | ----- | ----- | -- |
| Finale          | 1     | Türkei A      | 5   | 4-1-0 | 9:1 | 8:3 | 22:10 | 423  | 280   | 1,510 | 1,755 | 11 |
| Finale          | 2     | Belgien       | 5   | 4-0-1 | 8:2 | 7:3 | 18:12 | 362  | 219   | 1,652 | 1,866 | 11 |
| Halb- finale    | 3     | Niederlande A | 4   | 3-0-1 | 6:2 | 7:1 | 15:6  | 278  | 177   | 1,570 | 2,000 | 13 |
| Halb- finale    | 3     | Deutschland   | 4   | 2-1-1 | 5:3 | 5:4 | 15:12 | 303  | 239   | 1,267 | 1,435 | 10 |
| Viertel- finale | 5     | Südkorea      | 3   | 2-0-1 | 4:2 | 5:1 | 12:6  | 211  | 129   | 1,635 | 1,818 | 9  |
| Viertel- finale | 6     | Spanien       | 3   | 2-0-1 | 4:2 | 4:2 | 11:7  | 224  | 145   | 1,544 | 1,891 | 9  |
| Viertel- finale | 7     | Dänemark      | 3   | 1-1-1 | 3:3 | 4:2 | 11:7  | 238  | 142   | 1,676 | 1,819 | 10 |
| Viertel- finale | 8     | Schweden A    | 3   | 1-1-1 | 3:3 | 3:3 | 9:7   | 187  | 165   | 1,133 | 1,250 | 11 |
| Gruppen- phase  | 9     | Vietnam       | 2   | 1-1-0 | 3:1 | 3:1 | 6:4   | 130  | 130   | 1,000 | 1,000 | 6  |
| Gruppen- phase  | 10    | Österreich    | 2   | 1-0-1 | 2:2 | 2:2 | 5:4   | 101  | 77    | 1,311 | 1,463 | 9  |
| Gruppen- phase  | 11    | Italien       | 2   | 1-0-1 | 2:2 | 2:2 | 5:5   | 126  | 96    | 1,312 | 1,280 | 9  |
| Gruppen- phase  | 12    | Ecuador       | 2   | 0-2-0 | 2:2 | 2:2 | 5:5   | 132  | 105   | 1,257 | 1,365 | 6  |
| Gruppen- phase  | 13    | Tschechien    | 2   | 1-0-1 | 2:2 | 2:2 | 4:5   | 104  | 99    | 1,050 | 1,042 | 10 |
| Gruppen- phase  | 14    | Kolumbien     | 2   | 0-2-0 | 2:2 | 2:2 | 5:6   | 125  | 123   | 1,016 | 1,111 | 8  |
| Gruppen- phase  | 15    | Niederlande B | 2   | 1-0-1 | 2:2 | 2:2 | 4:6   | 112  | 111   | 1,009 | 1,027 | 7  |
| Gruppen- phase  | 16    | Frankreich    | 2   | 0-1-1 | 1:3 | 1:3 | 4:6   | 101  | 86    | 1,174 | 1,166 | 8  |
| Gruppen- phase  | 17    | Japan         | 2   | 0-1-1 | 1:3 | 1:3 | 4:7   | 119  | 111   | 1,072 | 1,325 | 11 |
| Gruppen- phase  | 18    | Türkei B      | 2   | 0-1-1 | 1:3 | 1:3 | 2:6   | 83   | 67    | 1,238 | 1,277 | 9  |
| Gruppen- phase  | 19    | Schweden B    | 2   | 0-1-1 | 1:3 | 1:3 | 3:7   | 105  | 105   | 1,000 | 1,019 | 7  |
| Gruppen- phase  | 20    | Mexiko        | 2   | 0-1-1 | 1:3 | 1:3 | 3:7   | 112  | 124   | 0,903 | 1,025 | 6  |
| Gruppen- phase  | 21    | Portugal      | 2   | 0-0-2 | 0:4 | 0:4 | 2:8   | 89   | 99    | 0,898 | –     | 7  |
| Gruppen- phase  | 22    | Peru          | 2   | 0-0-2 | 0:4 | 0:4 | 1:8   | 87   | 105   | 0,828 | –     | 7  |
| Gruppen- phase  | 23    | Schweiz       | 2   | 0-0-2 | 0:4 | 0:4 | 1:8   | 68   | 102   | 0,666 | –     | 5  |
| Gruppen- phase  | 24    | Montenegro    | 2   | 0-0-2 | 0:4 | 0:4 | 0:8   | 54   | 76    | 0,710 | –     | 5  |